# Riccardo va all'inferno
Pour plus de détails, voir Fiche technique et Distribution.
Riccardo va all'inferno est un film italien réalisé par Roberta Torre, sorti en 2017.

## Synopsis
Riccardo Mancini quitte l'hôpital psychiatrique où il a passé de longues années après avoir commis un crime mystérieux. Il est déterminé à se venger et à prendre le pouvoir au sein de sa famille.

## Fiche technique
- Titre : Riccardo va all'inferno
- Réalisation : Roberta Torre
- Scénario : Valerio Bariletti et Roberta Torre
- Musique : Mauro Pagani
- Photographie : Matteo Cocco
- Montage : Giogiò Franchini
- Production : Paolo Guerra
- Société de production : Agidi et Rosebud Entertainment Pictures
- Pays :  Italie
- Genre : Film musical
- Durée : 91 minutes
- Dates de sortie : 
  -  Italie : 30 novembre 2017

## Distribution
- Massimo Ranieri : Riccardo Mancini
- Sonia Bergamasco : Regina Madre
- Silvia Gallerano : Betta
- Ivan Franek : Romolo
- Silvia Calderoni : Gemella
- Teodoro Giambanco : Gemello
- Michelangelo Dalisi : Gio' detto Ginger
- Antonella Lo Coco : Lady Anna
- Matilde Diana : Bettina
- Tommaso Ragno : Edoardo la Jena
- Stella Pecollo : Claudia

## Distinctions
Le film a été nommé pour 5 David di Donatello et a remporté le prix du meilleur créateur de costumes.